# 盘西铁路
盘西铁路是中国连接云南省曲靖市沾益区西平街道与贵州省六盘水市盘州市红果街道的一条支线铁路，经过云南省曲靖市沾益区、富源县和贵州省六盘水市盘州市，目前运营里程93.52公里。
盘西铁路西起沾益，在沪昆铁路沾益站与松林站之间向东分歧，经过10个站，到达红果，与水红铁路和威红铁路交汇。
为开发盘县煤田，由煤炭工业部出资，1966年动工修建，1974年底建成，1975年1月15日交付运营，曲靖市境内70.35公里。设计标准为一级干线，全线每公里造价为268.25万元。
2004年9月，铁道部将盘西铁路柏果至红果段并入水柏铁路，更名为水红铁路。
盘西铁路是南昆铁路和沪昆铁路两条大动脉之间，滇黔交汇部乌蒙山区煤炭资源外运的三条联络线（水红铁路和威红铁路）之一。